# اینویت یوکه
اینویت یوکه یا نوآوری انگلستان آژانس نوآوری پادشاهی انگلستان است که یک نهاد عمومی غیر دپارتمانی می‌باشد و زیرمجموعه سازمان تحقیق و نوآوری دولت انگلستان فعالیت می‌کند. 